# توناب (مقاطعة دلفان)
توناب (بالفارسية: توناب) هي قرية تقع في قسم ايتيوند الجنوبي الريفي (مقاطعة دلفان) في إيران. يقدر عدد سكانها بـ 87 نسمة بحسب إحصاء 2016.